# Snowy River
Pour les articles homonymes, voir Snowy River.
La Snowy River est un des principaux cours d'eau du sud-est de l'Australie. Il prend sa source à 1 840 mètres d'altitude sur les pentes du mont Kosciuszko, le point culminant de l'Australie continentale, et draine le versant est des Snowy Mountains en Nouvelle-Galles du Sud avant de traverser le parc national de la Snowy River au Victoria et de se jeter dans le détroit de Bass.
Alors que le cours du fleuve et de ses affluents est resté presque entièrement inchangé, la majorité de celui-ci étant protégé par le parc national de la Snowy River, son débit a été réduit au milieu du XXe siècle à moins de 1 %, après la construction de divers barrages et réservoirs près de sa source dans le cadre du "Snowy Mountains Scheme" qui a détourné son cours vers le Murray. De 2002 à 2008, le débit a été augmenté de 1 % à 4 %, prévoyant de le porter à 15 % en 2009 et 21 % en 2012 mais ces objectifs ne seront vraisemblablement pas atteints.
Le poème The Man From Snowy River, dont l'histoire se situe dans la région du fleuve et ses environs, a été écrit par Banjo Paterson en 1890, et a servi de base à de nombreuses œuvres postérieures au cinéma, télévision et comédie musicale.

## Galerie

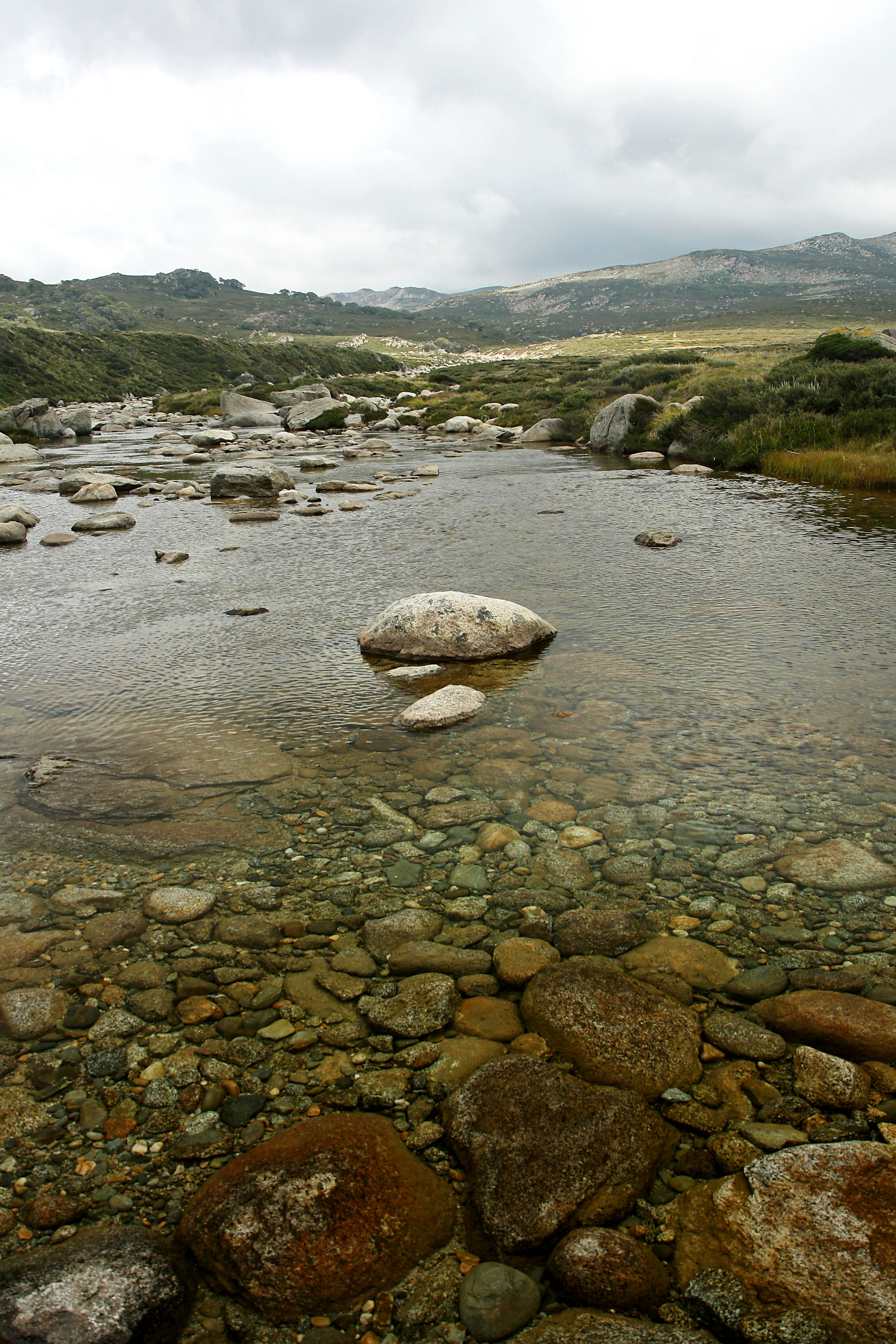
La Snowy River sur les versants du mont Kosciuszko
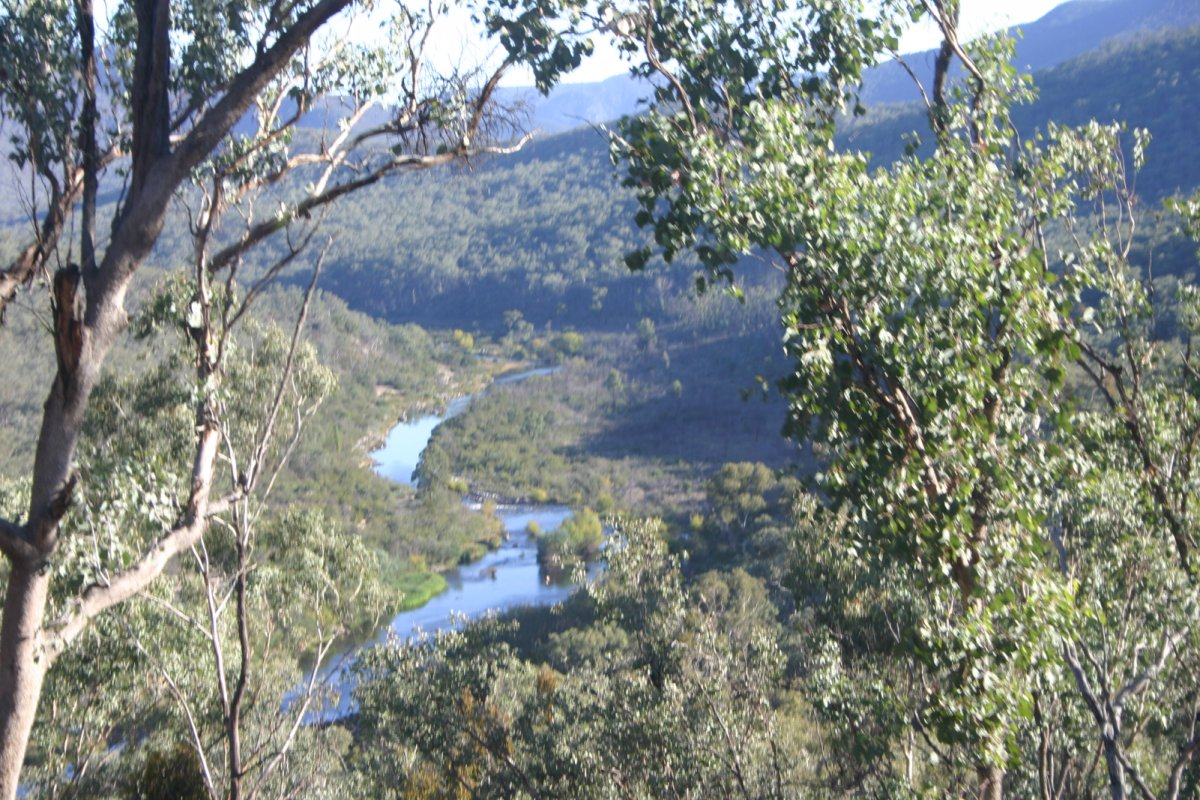